# قصة شيقة
قصة شيقة (بالإنجليزية: An Interesting Story)‏ هو فيلم أبيض وأسود كوميدي قصير بريطاني صامت إنتاج عام 1904 ، أخرجه جيمس ويليامسون، ويظهر رجلاً منغمسًا في قراءة كتابه لدرجة أنه غافل بشكل خطير عما يحدث من حوله.

## روابط خارجية
- An Interesting Story  في قاعدة بيانات الأفلام على الإنترنت (بالإنجليزية)
- An Interesting Story على يوتيوب